# Raeford
Raeford är administrativ huvudort i Hoke County i North Carolina. Orten har fått sitt namn efter grundarna John McRae och A.A. Williford. Enligt 2010 års folkräkning hade Raeford 4 611 invånare.

## Kända personer från Raeford
- Kathy McMillan, friidrottare